# Portada/efemèride setembre 1
Christiane Scrivener l'any 1989.
« 31 d'agost · 1 de setembre · 2 de setembre »